# Royaume-Uni au Concours Eurovision de la chanson 2014
Le Royaume-Uni a annoncé le 1er octobre 2013 sa participation au Concours Eurovision de la chanson 2014 à Copenhague, au Danemark.
Molly, représentant le Royaume-Uni au Concours Eurovision de la chanson, est annoncée le 3 mars 2014, à la suite d'une sélection interne.
Sa chanson Children of the Universe est présentée le 3 mars 2014 également.

## À l'Eurovision
Le Royaume-Uni, en tant que membre du "Big 5", a participé directement à la finale le 10 mai, sans passer par les demi finales.
Lors de la finale, le pays a terminé à la 17e place, avec 40 points.